# Rahil Gangjee
Rahil Gangjee (Calcutta, 2 oktober 1978) is een golfprofessional uit India. Hij speelt op de Aziatische PGA Tour.

## Amateur
Als amateur behaalde Gangjee drie belangrijke overwinningen. In 1999 was hij de beste amateur van India.

### Gewonnen
- 1997: Sri Lankan Amateur, East India Amateur
- 1999: East India Amateur

## Professional
Gangjee werd in 2000 professional. Hij speelde de PGA toernooien in India, speelde vanaf 2004 op de Aziatische Tour en in 2011 ook op de Nationwide Tour. Daar was hij de derde speler ooit die een hole-in-one op een par 4 maakte tijdens de laatste ronde van de Mylan Classic op de Royal Calcutta Golf Club.
Op de Aziatische Tour won hij de Volkswagen Masters-China met een score van -15 na een play-off tegen Mo Joong-kyung uit Zuid-Korea. Onder zijn tegenstanders bevonden zich Ian Woosnam, Nick Faldo, Phillip Price, Jeev Milkha Singh, Des Terblanche en Lian-wei Zhang. In 2008 won hij het PGA Kampioenschap van India maar op de Aziatische Tour verloor hij in 2009 zijn spelerskaart.

### Gewonnen
IPGA
- 2008: PGA Kampioenschap van India

Aziatische Tour
- 2004: Volkswagen Masters-China